# Rikdag (Saksische graaf)
Rikdag (ca. 805 - na 861) was een Saksische graaf en bondgenoot van Lodewijk de Vrome.

## Leven
Rikdag wordt in 833 voor het eerst vermeld als graaf. Toen kort daarop de eerste confrontatie tussen Lodewijk de Vrome en diens zonen plaatsvond, bleef hij trouw aan Lodewijk. Toen Lodewijk de macht weer had herwonnen gaf hij Rikdag bezittingen waarmee die de verkeersweg tussen de Rijn en de Elbe kon controleren. Samen met zijn vrouw stichtte hij het klooster Lamspringe.

## Familie
Rikdag was zoon van Rikbert, die is vermeld door schenkingen aan de abdij van Corvey. Rikdag trouwde met Imhild (ca. 815 - na 873) en zij kregen de volgende kinderen:
- Frederik I van de Harzgau, (ca. 840 - na 900. Graaf in de Harzgau. Had samen met zijn broer een huis in Thale (nabij het klooster Wendhusen), maar ook bezittingen in de Derlingau. Getrouwd met Bia (ca. 860 - na 937).
- Adelgar van de Liesgau
- Rikburg, 873 abdis van Lampsringe